# Kepler-138
Kepler-138 is een rode dwerg in het sterrenbeeld Lier. Bekend is dat er rondom de ster ten minste drie planeten cirkelen, maar een vierde is mogelijk. Van twee planeten is bekend dat zij lichter dan de aarde zijn.

## Planeten
In 2014 bleek uit onderzoek met de telescopen Kepler Space Observatory, Hubble en Spitzer dat er zeker drie planeten rondom Kepler-138 cirkelen. Vooralsnog worden zij Kepler-138b, -c en -d genoemd. Ze staan allemaal dichter bij de ster dan de Aarde bij de Zon vandaan staat. Kepler-138b is een aardse planeet van het formaat van Mars. Van de andere twee planeten bleek dat zij weliswaar ongeveer 1,5 keer groter in volume zijn dan de Aarde, maar dat de massa slechts 2,3 en 2,1 keer meer is. Hierdoor hebben zij dus minder massa dan een rotsplaneet en zijn weer zwaarder dan een gasplaneet. De planeten c en d zijn twee superaardes. Zij hebben een dichtheid vergelijkbaar met ijsreuzen zoals Uranus en Neptunus. Waarschijnlijk hebben de twee planeten een aardachtige kern, omgeven door een mantel van water. Het water kan, gezien de hoge temperatuur op de planeet, niet in vloeibare vorm aanwezig zijn. Vermoedelijk gaat het niet om planeten met oceanen, maar om planeten met zeer dichte atmosferen die vooral uit stoom bestaan. Er zou, door de hoge druk in de atmosfeer, wel superkritische vloeistof aanwezig kunnen zijn. Vermoedelijk heeft Kepler 138d een gemiddelde temperatuur van 80 °C. Omdat Kepler-138c dichter bij de ster staat, is het daar nog heter. 
In 2022 werd Kepler-138e ontdekt. Ook deze planeet is een aardse planeet. De planeet bevindt zich aan de binnenste rand van de leefbare zone. Kepler-138e draait in 38 dagen rondom de ster. Deze planeet is (nog) niet waargenomen door een overgang, maar is wel bewezen via bewegingen van de ster.